# Eothoracosaurus mississippiensis
Eothoracosaurus mississippiensis è un coccodrillo estinto, vissuto nel Cretaceo superiore (Campaniano - Maastrichtiano, circa 74 - 71 milioni di anni fa). I suoi resti fossili sono stati ritrovati in Nordamerica (Mississippi, Tennessee).

## Classificazione
Questo animale è uno dei primi e più primitivi fra i gavialoidi, il gruppo di coccodrilli dotati di un rostro allungato, a cui appartiene l'odierno gaviale del Gange. I fossili sono stati ritrovati nella formazione Ripley del Mississippi, e datano al Maastrichtiano inferiore; altri fossili frammentari, rinvenuti nella Coon Creek Formation del Tennessee, risalgono al Campaniano superiore.
Alcuni aspetti della morfologia cranica di Eothoracosaurus, come un processo anteriore dell'osso frontale lungo e finestre sopratemporali molto distanti, distinguono questo animale da Thoracosaurus, assai simile ma più recente (Maastrichtiano superiore - Paleocene), i cui fossili sono stati ritrovati in New Jersey (Brochu, 2004).

## Paleobiologia
La formazione Coon Creek si è formata in un ambiente marino, con una fauna di tipo oceanico come gli squali Otodus e Squalicorax, la tartaruga marina Toxochelys e i mosasauri Plioplatecarpus e Globidens. Ciò suggerisce che Eothoracosaurus potrebbe aver condotto uno stile di vita marino (Gibson, 2008).